# Annette Sekrève
Annette Sekrève (sinh ngày 18 tháng 4 năm 1972) là vợ của Bernhard van Vollenhoven – con trai thứ hai của Margriet của Hà Lan và Giáo sư Pieter van Vollenhoven. Bà từng là thành viên của Triều đình Hoàng gia Hà Lan cho đến khi Công tước của Orange lên ngôi vua năm 2013. Tuy nhiên, bà vẫn là một thành viên của Hoàng gia Hà Lan.

## Cuộc sống và học vấn
Annette sinh ngày 18 tháng 4 năm 1972 tại thành phố Den Haag của Hà Lan. Bà là con gái của Ulrich Sekrève và Jolanda de Haan. Năm 1991, bà tốt nghiệp trung học tại trường trung học Thánh Oelbert Gymnasium ở thành phố Oosterhout phía nam Hà Lan. Năm 1996, bà lấy bằng cử nhân Tâm lý học tại trường Đại học Groningen. Đây cũng chính là nơi bà đã gặp "chồng tương lai" của mình – Hoàng tử Bernhard.

## Hôn nhân
Cặp đôi tuyên bố đính hôn vào ngày 11 tháng 3 năm 2000 và chính thức kết hôn 4 tháng sau đó dưới sự cho phép của Quốc hội Hà Lan dựa trên Đạo luật Hoàng gia ban hành ngày 31 tháng 5 năm 2000. Lễ cưới dân sự của họ được cử hành tại Spiegelzaal van het Paushuize, Utrecht vào ngày 6 tháng 7 năm 2000 với sự tham dự của bà A. H. Brouwer-Korf - Thị trưởng thành phố Utrecht. Lễ cưới theo nghi lễ tôn giáo được cử hành tại Thánh đường Thánh Martin 2 ngày sau đó, do Tiến sĩ Anne van der Meiden chủ trì. Sau khi kết hôn, Annette được ban tước hiệu chính thức là "Her Highness, Công nương của Orange-Nassau, van Vollenhoven-Sekrève".
Công nương Annette và Hoàng tử Bernhard có với nhau 3 người con:
- Isabella Lily Juliana van Vollenhoven (sinh ngày 14 tháng 5 năm 2002 tại Amsterdam)
- Samuel Bernhard Louis van Vollenhoven (sinh ngày 25 tháng 5 năm 2004 tại Amsterdam)
- Benjamin Pieter Floris van Vollenhoven (sinh ngày 12 tháng 3 năm 2008 tại Amsterdam)

Theo Sắc lệnh Hoàng gia ban hành ngày 5 tháng 7 năm 2000, các con của Hoàng tử Bernhard và Công nương Annette sẽ được mang họ "van Vollenhoven" nhưng không có tước hiệu kèm theo. Hiện, gia đinh của Hoàng tử Bernhard và Công nương Annette đang sống một cuộc sống bình dân tại thành phố Amsterdam của Hà Lan và chỉ tham gia vào các sự kiện trọng đại của hoàng gia.

## Công việc
Từ năm 2002 đến 2011, Công nương Annette là thành viên của Quỹ AGO/Cordaan te Amsterdam, chuyên giúp đỡ cho những người khuyết tật. Ngoài ra, bà còn là thành viên của Ủy ban Khuyến nghị thuộc Quỹ Art as Well và thành viên của Hội đồng cố vấn Quỹ Papageno.